# Glacier de Bonne Pierre
Pour l’article homonyme, voir Glacier de Bonne Pierre (îles Kerguelen).
Le glacier de Bonne Pierre est un glacier de France situé dans les Alpes, dans le massif des Écrins. Ce glacier, recouvert d'éboulis, est classé dans la catégorie des glaciers noirs.

## Géographie
Le glacier nait sur l'ubac de la barre des Écrins et l'adret de la roche Faurio et s'écoule vers l'ouest dans la vallée du Vénéon, en amont du hameau de la Bérarde. Le glacier Blanc se trouve sur l'autre versant du col des Écrins à l'est et le glacier de la Plate des Agneaux au nord.
Ce glacier fait partie des « glaciers noirs », qui sont des glaciers recouverts de moraine ou d'éboulis,. Le fait que le glacier de Bonne Pierre soit recouvert d'une couche de roches et graviers et reçoive des éboulis rend plus difficile des mesures de son évolution que s'il avait été un « glacier blanc ». De plus, selon les épaisseurs de matériaux qui le recouvrent, cela le protège du réchauffement si la couverture est suffisamment épaisse, ou le soumet au contraire à davantage de réchauffement si l'épaisseur est fine et que les matériaux accumulent de la chaleur. En 2016, les images satellites permettent d'identifier la formation d'un lac supraglaciaire à sa surface ; durant les années suivantes, ce lac connaît une vidange progressive en été. Quelques jours après le 21 juin 2024, dès que de nouvelles images par satellite permettent de voir ce qui avait été momentanément occulté par des nuages, le lac n'est plus visible sur le glacier, il s'est vidangé. Une exploration scientifique réalisée sous le glacier en septembre et octobre 2024 permet de mieux connaître certaines caractéristiques de celui-ci et de comprendre certains éléments de la vidange. Cela aboutit, entre autres, au constat que le glacier est de type « tempéré », et que plusieurs galeries et d'éventuelles poches d'eau ont existé ou existent probablement en son sein.
Le glacier de Bonne Pierre fait partie du parc national des Écrins.

## Histoire
Le 21 juin 2024, la vidange de son lac supraglaciaire couplé à de fortes précipitations et une fonte nivale prononcée est à l'origine d'importantes inondations dans la vallée du Vénéon et notamment la destruction du hameau de la Bérarde,, dans la commune de Saint-Christophe-en-Oisans. La fonte du glacier et la formation du lac supraglaciaire résultent du changement climatique ; les événements météorologiques des 20 et 21 juin 2024 semblent également lui être liés.

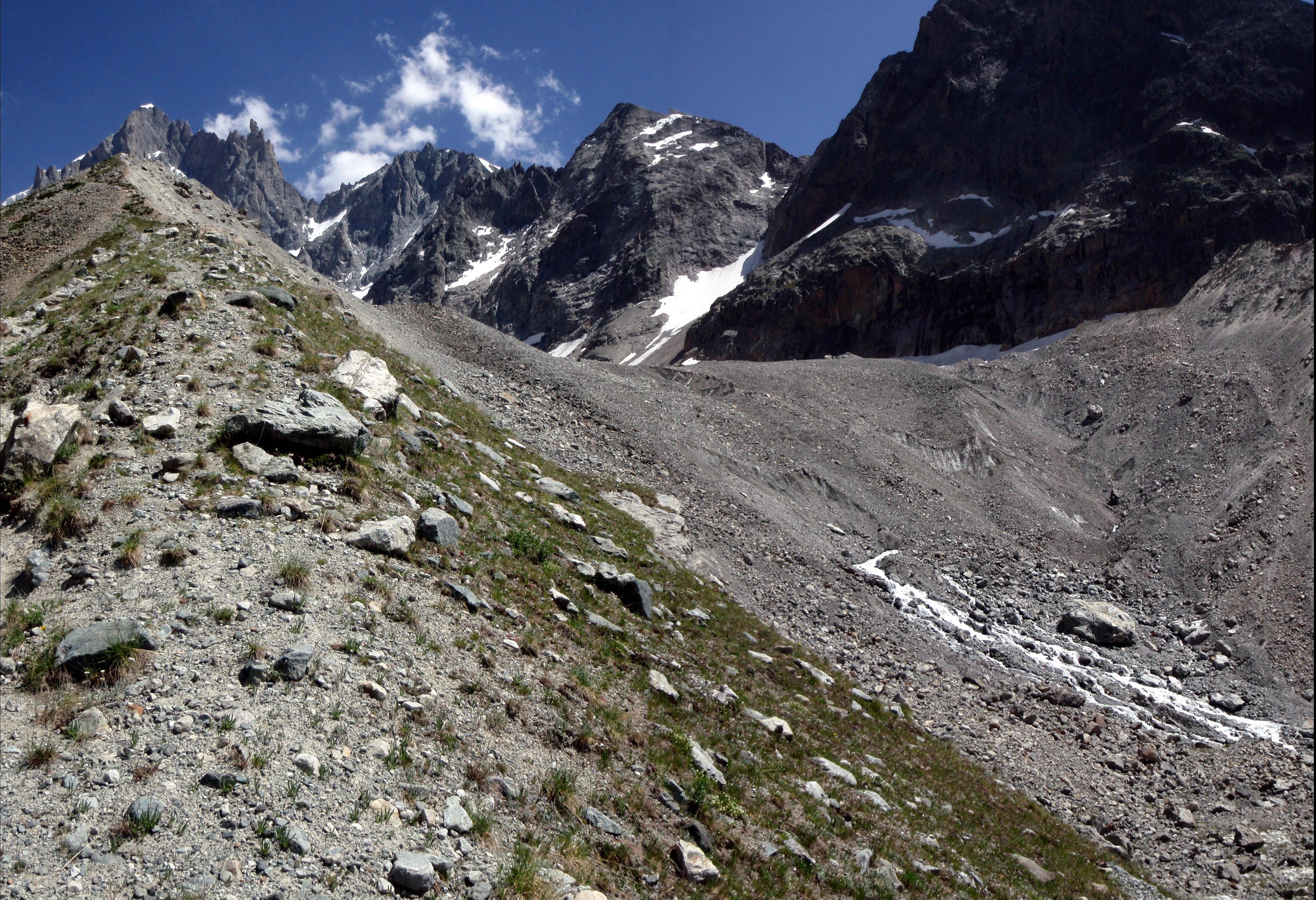
La moraine latérale du glacier dominée par la barre des Écrins.